# Negovalna bolnišnica Ljubljana
Negovalna bolnišnica Ljubljana je negovalna bolnišnica, ki deluje v okviru Univerzitetnega kliničnega centra v Ljubljani, ki se nahaja na Vrazovem trgu 1.

## Zgodovina
11. februarja 2011 so odprli prostore prenovljene Pediatrične klinike Ljubljana, ki je tedaj postala prva samostojna bolnišnica v Ljubljani. Bolnišnica ima dva oddelka s skupaj 33 posteljami, in sprejema bolnike, ki so že zaključili akutno zdravljenje, a še niso pripravljeni za samostojno življenje oz. nastanitev v domu starejših občanov. Prve štiri bolnike je bolnišnica sprejela 1. marca  2011.